# Euxoa phantoma
Euxoa phantoma är en fjärilsart som beskrevs av Igor Kozhanchikov 1928. Euxoa phantoma ingår i släktet Euxoa och familjen nattflyn. Inga underarter finns listade i Catalogue of Life.